# Värmlandslagen
Värmlandslagen är en landskapslag som gällde för Värmland och Dalsland.
Lagen nedtecknades på 1300-talet, men i likhet med de andra landskapslagarna var förlagan muntlig, och denna muntliga förlaga antas ha funnits betydligt längre tillbaka än 1300-talet.
Lagtexten ansågs länge förlorad, men en del nyare forskning har hävdat att Dalalagen egentligen är den försvunna Värmlandslagen, eftersom Dalalagen saknar geografisk bestämning i lagtexten. Enligt denna teori skulle Värmlandslagen ha nedskrivits i gränsområdet mot Dalarna, och därefter felaktigt tolkats som Dalarnas landskapslag.
Enligt samma teori har Dalarna istället historiskt delat landskapslag med Västmanland i Västmannalagen. Teorin stärks möjligen av att Dalarna och Västmanland vid kristendomens införande på 1200-talet, gjordes till ett gemensamt stift i Västerås stift.